# HLRE-3
Der HLRE-3 („Mistral“) ist ein Hochleistungsrechnersystem für die Erdsystemforschung 3 (HLRE-3), welches seit dem 1. Juli 2015 im Deutschen Klimarechenzentrum (DKRZ) in Hamburg installiert ist.

## Technische Daten
HLRE-3 hat in der Ausbaustufe „Phase 2“ ca. 3.300 Rechenknoten vom Typ bullx DLC 720. Davon haben 1.550 Knoten je 2 Intel Xeon E5-2680v3, 12 Kerne, 2.5 GHz („Haswell“), die anderen 1.750 Knoten je 2 Intel Xeon E5-2695V4, 18 Kerne, 2,1 GHz („Broadwell“).
Der Hauptspeicher hat ca. 266 Terabyte, das Festplattensystem umfasst 54 Petabyte (Lustre), wodurch es eines der Größten weltweit ist.
Die Peak Transferrate ist größer als > 450 GByte/s.
Das System hat 21 integrierte Visualisierungsknoten mit jeweils 2 NVIDIA Kepler oder Maxwell GPUs.

## Rechenleistung
Die Rechenleistung des HLRE-3 beträgt bis zu 3.96 Peta-FLOPS. Obwohl er weniger Energie benötigt als der HLRE 2, wurde die Rechenleistung um das 20-Fache gesteigert.